# Processus de paix entre le gouvernement colombien et les FARC-EP
Le processus de paix entre le gouvernement colombien et les FARC-EP a pour objectif de mettre fin au conflit armé colombien. Les négociations débutent en septembre 2012 durant le mandat du président Juan Manuel Santos et ont essentiellement lieu à La Havane (Cuba).
Les négociateurs annoncent un accord définitif pour mettre fin au conflit et construire une paix durable le 24 août 2016, sous réserve de ratification populaire dans un référendum le 2 octobre 2016. Dans les semaines qui suivent cet accord, un forum international pour la paix se tient à Bogota. L'accord est signé à Carthagène des Indes par Juan Manuel Santos et Rodrigo Londoño le 26 septembre 2016, mais rejeté par référendum le 2 octobre.

## Oslo et La Havane
Le 18 octobre 2012, à Oslo, des délégués des FARC et du gouvernement donnent une conférence de presse commune marquant le début de négociations qui ont lieu dans un premier temps dans la capitale norvégienne, puis par la suite à La Havane, avec comme pays garants du processus la Norvège et Cuba. Ces pourparlers qui, sur refus du gouvernement, se tiennent sans mise en place d'un cessez-le-feu sur le terrain, ont pour objectif de permettre la fin du conflit armé. Les discussions reprennent en 2013 à La Havane sur un programme en cinq points : réformes agraires, cadre juridique pour la réinsertion des FARC dans la vie politique et sociale, mécanisme de fin du conflit, lutte contre le trafic de drogue, et réparations à apporter aux victimes. Le 26 mai 2013, les deux parties annoncent avoir trouvé un accord sur le premier de ces points, les réformes agraires, accord qui ne pourra devenir définitif que si l'ensemble des points mis à la négociation sont résolus. Le 24 septembre 2014, les FARC et le gouvernement colombien ont publié conjointement les accords partiels conclus dans le cadre des négociations de paix dans un but déclaré de « transparence ».

## L'accord en quatre chapitres
Le 23 juin 2016, en présence entre autres de Ban Ki-moon, Raúl Castro, Nicolás Maduro, Michelle Bachelet, Enrique Peña Nieto, le cinquième point (portant sur la fin du conflit) entre le gouvernement et la guérilla est signé par Juan Manuel Santos et Timoleón Jiménez, impliquant un cessez-le-feu bilatéral et définitif. L'accord, fruit de longues négociations entre le gouvernement et les FARC-EP comporte quatre chapitres :
- réforme rurale
- cessez-le-feu bilatéral et définitif et fin des hostilités ;
- désarmement des FARC ;
- garanties de sécurité et lutte contre les organisations criminelles responsables d'homicides et de massacres ou qui s'en prennent aux défenseurs des droits de l'homme, aux mouvements sociaux ou aux mouvements politiques ;
- lutte contre les conduites criminelles qui empêcheraient la mise en œuvre des accords et la construction de la paix[4],[5],[6].

Ce texte sur le point dit « fin du conflit » vient compléter les quatre points déjà conclus sur le développement rural, la participation en politique des anciens guérilleros, la lutte contre le trafic de drogue ainsi que les jugements et dédommagements des crimes commis dans le cadre du conflit. Il prévoit un délai de 180 jours pour mettre en œuvre le désarmement des FARC sous le contrôle d'observateurs de l'ONU et de la CELAC. Ce point sur la « fin du conflit » prévoit en outre la création de 23 zones de transition et 8 campements temporaires où seraient regroupés les membres des FARC en attendant leur réintégration à la vie civile. Il est prévu que les guérilleros ressortent de ces campements « sans armes et en civil ». La signature d'un accord de paix définitif, qui pourrait se faire sur en territoire colombien, dépend du succès des négociations sur un sixième et dernier point concernant les modalités de mise en œuvre et de vérification de l'accord,.
Le journaliste Gregory Wilpert du Monde diplomatique estime que l'accord, en ne prévoyant « ni la transformation du système économique ni la résorption des inégalités foncières, dans un pays où 1 % de la population possède plus de 50 % des terres, ne traite aucun des problèmes qui sont à l’origine du conflit : il se borne à favoriser le statu quo, sans toutefois prétendre rétablir la situation d’avant-guerre. »

## Ratification

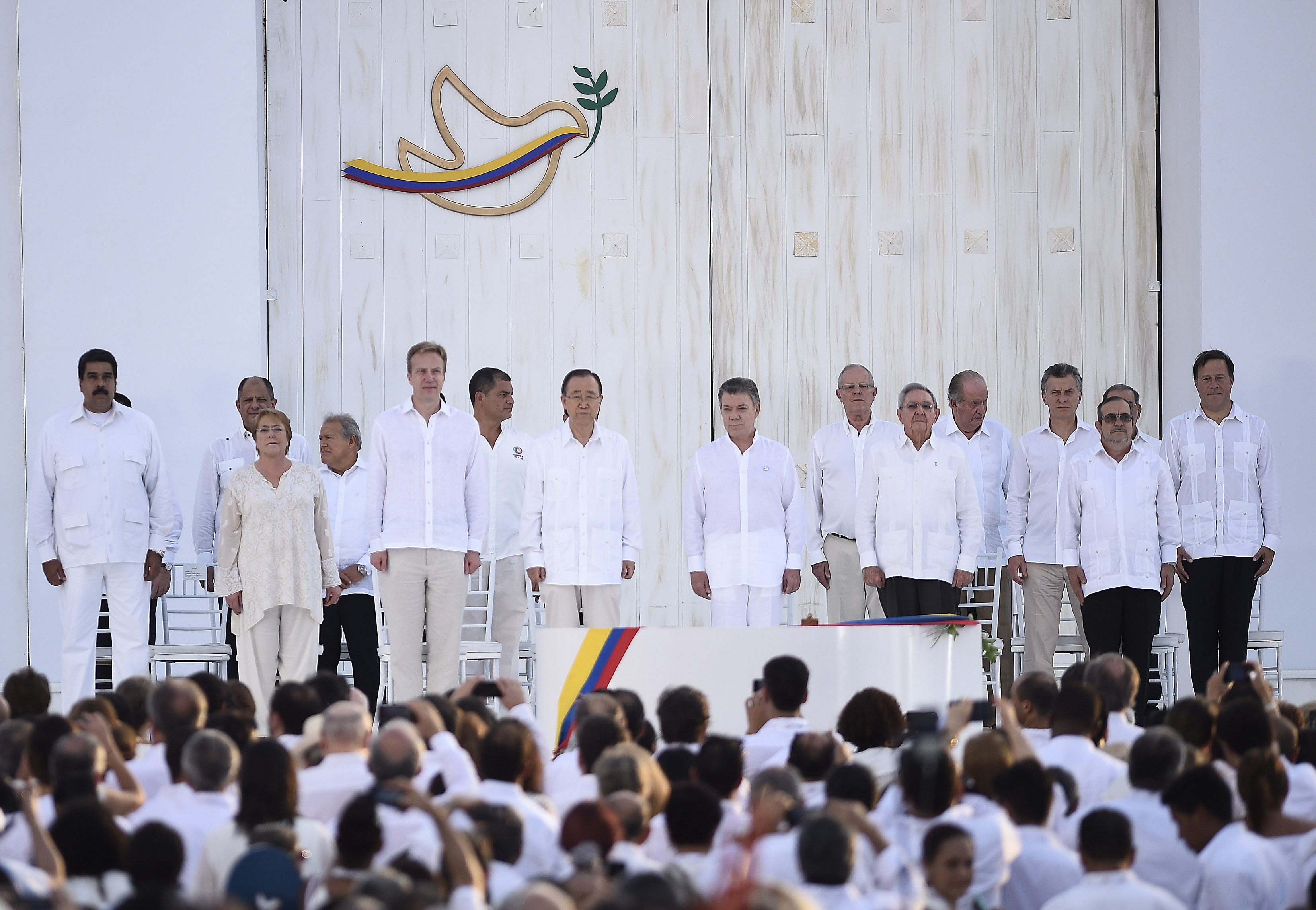
Signature de l'accord de paix entre le gouvernement colombien et les FARC, le 26 septembre 2016 à La Havane.

Un accord complet est finalement trouvé le 24 août 2016, dont la ratification sera soumise au peuple le 2 octobre suivant. Dans les semaines qui ont suivi, un forum pour la paix s'est tenu à Bogota et plusieurs personnalités politiques internationales y ont pris part comme l'ancien président du gouvernement espagnol Felipe González, l'ancien président chilien Ricardo Lagos et l'ancien chef de cabinet britannique Jonathan Powell. L'accord est paraphé de façon solennelle à Carthagène des Indes par Juan Manuel Santos et Timoleón Jiménez le 26 septembre 2016.
Les FARC organisent pour la semaine du 17 au 23 septembre leur 10e et ultime conférence nationale, à laquelle participent plus de 200 délégués des différents fronts de la guérilla pour valider les accords conclus à La Havane. Selon la fondation Paix et Réconciliation, environ 10 % des guérilleros resteraient à convaincre.

## Référendum du 2 octobre 2016
Le 2 octobre 2016, lors d'un référendum à faible participation (37,28 %), la majorité des votants (50,21 %) s'exprime contre « la paix avec la guérilla des FARC ». Malgré cette défaite, le président Juan Manuel Santos a assuré que le cessez-le-feu resterait en vigueur, et le chef des rebelles Rodrigo Londono a annoncé qu’il reste en faveur de la paix.
Le prix Nobel de la paix 2016 est attribué le 7 octobre à Juan Manuel Santos pour ses efforts en faveur du processus de paix avec les FARC. Après l'annonce de l'attribution de la récompense au président colombien, la présidente du comité norvégien, Kaci Kullmann Five, déclare ainsi espérer « que cela encouragera toutes les bonnes initiatives et tous les acteurs qui pourraient jouer un rôle décisif dans le processus de paix et apporter enfin la paix à la Colombie après des décennies de guerre ». De leur côté, les FARC ont « félicité » le lauréat , souhaitant que ce prix « insuffle au président Santos la force de donner vie à l'accord [de paix] final et dignité à tous les Colombiens ».

## De nouvelles discussions sur l'accord
Le 10 octobre, Álvaro Uribe, qui s'oppose à l'accord de paix signé avec les FARC, propose plusieurs changements au texte. Ainsi, il suggère que les chefs des FARC reconnus coupables de crimes de guerre ne bénéficient pas de l'immunité partielle envisagée mais qu'ils purgent des peines de détention allant de cinq à huit ans, même si elles sont effectuées dans des coopératives agricoles. Alors que l'accord de paix prévoit dix sièges au Congrès pour des représentants des Farc à partir de 2018 et ce pour deux législatures, Uribe refuse que les guérilléros puissent accéder à des fonctions électives et avoir des sièges de parlementaire. Enfin, il accepte que les quelque 7 000 guérilleros contre lesquels aucune charge sérieuse n'est retenue soient amnistiés. Néanmoins, ils devraient contribuer à la lutte contre le trafic de drogue, manne financière importante des FARC, en arrachant par exemple des plants de coca.
Le 12 novembre 2016, à la suite d'un « dialogue national » notamment avec les partisans du non, le gouvernement colombien et les FARC signent un nouvel accord de paix à La Havane. Ainsi, selon un communiqué, « le texte prend en compte les précisions et les propositions suggérées par les secteurs les plus divers de la société ». Alors que le front du refus mené par Álvaro Uribe avait préalablement soumis une liste de quelque 500 objections et propositions regroupées en 57 thèmes, le chef d'État colombien Juan Manuel Santos déclare que 56 d'entre eux ont fait l'objet de modifications dans la nouvelle version de l'accord de paix. Le chef négociateur du gouvernement, Humberto De la Calle, reconnaît que « cet accord est meilleur que le précédent ». Néanmoins, contrairement aux souhaits des opposants, le tribunal spécial de paix est maintenu, les chefs guérilleros coupables de crimes graves n'iront pas en prison s'ils avouent les faits et ils pourront se présenter au Congrès, Santos rappelant que « la transformation d'un mouvement armé en parti politique est la raison d'être de toute négociation de paix ». Par ailleurs, d'après Ivan Marquez, le chef de la délégation des FARC, plus de 65 % des exigences formulées par les partisans du non ont été prises en compte dans cette nouvelle mouture. Mais, le 22 novembre 2016, l'opposition colombienne rejette la nouvelle version de l'accord de paix, estimant qu'il ne s'agit que d'« une simple retouche de l'accord rejeté par les citoyens ». En effet, les partisans du non souhaitent que plusieurs de leurs demandes soient incluses dans la nouvelle mouture, notamment l'interdiction de l'éligibilité politique de responsables de crimes durant leur peine, l'élimination des crimes de trafic de drogue du cadre des délits politiques bénéficiant d'une amnistie et la non-incorporation de l'accord dans la Constitution. De plus, ils exigent que cet accord soit l'objet d'un nouveau référendum, alors qu'ils ne voulaient pas du premier, le sénateur Alfredo Rangel (es) estimant que « sans consultation populaire, le nouveau texte est illégitime »,.
Malgré l'opposition, le nouvel accord de paix est signé le 24 novembre 2016, au théâtre Cristóbal Colón de Bogota, entre le gouvernement et les FARC.
En décembre 2016 les FARC nomment leurs six représentants au Congrès colombien, tous membres de la société civile : Pablo Cruz (professeur de droit constitutionnel à l'Université de Bogotá), Jairo Estrada (économiste), Judith Maldonado (militante pour la défense des droits de l'homme), Francisco Tolosa (sociologue et membre du mouvement Marche patriotique), Imelda Daza (économiste et militante du parti Union patriotique), et Jairo Rivera (syndicaliste étudiant).

## Accidents
- En novembre 2014, un général de l’armée colombienne et chef d'une unité d'élite spécialisée dans la contre-insurrection est capturé dans un village du Choco (département au nord-ouest de la Colombie) par un groupe de guérilleros. Le gouvernement annonce aussitôt la suspension des négociations de paix et conditionne leur reprise à la libération du général. Celui-ci est remis à la Croix-Rouge à la fin du mois, alors que le commandement des FARC réaffirme « l'absurdité de mener des négociations de paix au milieu de la guerre » et relance l'idée d'un armistice[22].

- En avril 2015, vingt-six guérilleros des FARC - parmi eux deux délégués à La Havane venus informer les combattants de l'évolution des négociations - sont tués dans un bombardement de leur campement. Les FARC annoncent rompre leur trêve, instaurée six mois auparavant, et reprendre les actions offensives contre l'armée[23].

- En novembre 2016, deux guérilleros sont tués par l’armée dans le département de Bolívar (nord de la Colombie) alors qu'un cessez-le-feu bilatéral et définitif était théoriquement observé. L'armée explique être intervenue à la suite d'informations sur des activités possiblement criminelles menées par des personnes armées, une version contestée par la guérilla qui demande une enquête indépendante et par une association paysanne locale qui décrit une embuscade préméditée et affirme que des habitants du secteur ont été maltraités par les militaires qui les accusaient de collaborer avec la guérilla[24].
- En novembre 2016, les FARC dénoncent les assassinats de plus de 200 militants d'organisations de gauche depuis le début de l'année 2016, qu'ils attribuent aux groupes paramilitaires « Los Úsuga » et « Águilas Negras », et demandent au gouvernement de prendre des mesures afin que ne se renouvelle pas le « génocide politique » subi l'Union patriotique (parti fondé par les FARC après leur première démobilisation en 1984), dont des milliers de militants avaient été tués[25].

## Désarmement des FARC
L'accord de paix signé entre le gouvernement colombien et les FARC prévoit que les guérilleros déposent progressivement leurs armes dans un délai de 180 jours à partir du 1er décembre 2016. Comme l'explique le Haut commissaire pour la paix, Sergio Jaramillo, le processus de désarmement « implique l'inventaire des armes, la destruction de celles qui sont instables ». Néanmoins, le désarmement ne commence que le 1er mars 2017, date à laquelle 30 % des armes auraient dû être remises selon le calendrier établi, à cause de problèmes logistiques pour rassembler les membres des FARC.
Les ex-guérilleros sont rassemblés dans des campements qu'ils ont eux-mêmes entièrement bâtis grâce à du matériel fourni par l’État et par les pays observateurs du processus de paix. Destinés à servir d'espaces de transition vers la vie civile, ces campements souffrent cependant de problèmes de pénuries (en eau potable, en électricité) et d’isolement. Les démobilisés reçoivent dans les mois qui suivent leur retour à la vie civile un peu plus de 200 euros mensuellement afin de leur permettre d’accéder à une activité professionnelle. Le plus souvent, ils créent entre eux des coopératives afin de produire de la bière, des vêtements, ou encore des produits agricoles. Un grave problème d'insécurité persiste néanmoins : cent trente-sept anciens combattants ont été assassinés (jusqu'en juillet 2019).
En aout 2019, Iván Márquez — le principal négociateur de la guérilla à La Havane — annonce son retour à la lutte armée, accusant le gouvernement de ne pas respecter les termes de l'accord.

## Difficultés dans l'application de l'accord
Le président Iván Duque, élu en 2018 et opposant déclaré à l'accord de paix, s'efforce d'éliminer certains points de l'accord. Son gouvernement a ainsi cherché à affaiblir la Juridiction spéciale pour la paix et a réussi à diminuer de près de 30 % le budget de la Commission de la vérité et de l’Unité de recherche des personnes disparues. Le gouvernement a aussi promu des généraux impliqués dans des exécutions extrajudiciaires, nommé des personnalités polémiques à des postes clés pour l’avenir de la paix, et stoppé les négociations avec l’autre guérilla de l’Armée de libération nationale (ELN).
La réforme agraire prévue par l'accord n'est que très partiellement mise en œuvre. Fin 2020, la distribution des trois millions d’hectares de terre devant être attribués à près de 14 millions de paysans qui en sont dépourvus n'a pas encore commencé. Sur les 7 millions d’hectares de petites et moyennes propriétés devant être régularisées, seuls 10 554 hectares l'avaient été à la fin février 2020. Un groupe de grands propriétaires terriens continuent à posséder plus de 40 millions d’hectares.
Une mission d'observation conduite par la Commission de Paix du Sénat de la République de Colombie et la Coalition Colombie-Europe-États-Unis avait rapporté que les mesures pour la réintégration à la vie civile des anciens membres des FARC n'ont jamais été complètement mises en place. Presque un tiers des ex-combattants prisonniers attendaient encore leur libération neuf mois après l'entrée en vigueur des lois d'amnistie, par exemple.
L'ONU dénombre 77 assassinats d'ex-combattants des FARC en 2019, contre 65 en 2018 et 31 en 2017. En outre, plus de 800 assassinats politiques de « leaders sociaux » sont recensés entre la signature de l'accord de paix et avril 2020, notamment des personnes qui luttent pour les droits de leurs communautés à récupérer leurs terres, tentent de préserver l’environnement menacés par des projets miniers, s’opposent aux autorités locales ou gênent les groupes armés dans leurs activités. La plupart des leaders sociaux dénoncent l’inaction de l’armée lors des violences contre les populations civiles. Pourtant, celles-ci ont lieu « dans des régions fortement militarisées », relève le sénateur de l'opposition Iván Cepeda, qui ajoute : « On peut donc se poser la question de la connivence entre les autorités et le narcotrafic. » 
Des organisations paramilitaires impliquées dans le narcotrafic — qualifiées de bandes criminelles émergentes par le gouvernement — investissent les territoires autrefois occupés par les FARC et laissés à l'abandon par l’État, générant une forte augmentation des surfaces destinées à la production de coca : celles-cis passent de 48 000 hectares en 2013 à 169 000 ha en 2018 et à 212 000 ha fin 2019. La déforestation, que les FARC limitaient, a pour sa part bondi de 44 % en 2017.